# ایهور زایتسف (بازیکن فوتبال)
ایهور زایتسف (اوکراینی: Ігор Іванович Зайцев؛ ۲۱ آوریل ۱۹۳۴ – ۲۷ ژانویهٔ ۲۰۱۶) بازیکن فوتبال اهل اتحاد جماهیر شوروی سوسیالیستی بود.
از باشگاه‌هایی که در آن بازی کرده‌است می‌توان به باشگاه فوتبال زسکا مسکو، تیم فوتبال المپیک اتحاد جماهیر شوروی، باشگاه فوتبال شاختار دونتسک، باشگاه فوتبال لوکوموتیو مسکو، باشگاه فوتبال دینامو کی‌یف، و باشگاه فوتبال اسپارتاک ایوانو-فرانکیفسک اشاره کرد.
وی همچنین در تیم ملی فوتبال تیم فوتبال المپیک اتحاد جماهیر شوروی بازی کرده‌است.